# Paryphodes nepticula
Paryphodes nepticula är en tvåvingeart som först beskrevs av Friedrich Hermann Loew 1873.  Paryphodes nepticula ingår i släktet Paryphodes och familjen bredmunsflugor. Inga underarter finns listade i Catalogue of Life.